# Ferthofen
Ferthofen ist ein Dorf in Oberschwaben, rund acht Kilometer westlich der Stadtmitte Memmingens. Die Gemeinde Ferthofen wurde 1971 in die Gemeinde Volkratshofen eingegliedert. 1978 erfolgte im Rahmen der Gemeindegebietsreform zusammen mit Volkratshofen die Eingemeindung in die Stadt Memmingen.

## Lage
Ferthofen liegt an der Iller, die dort die Landesgrenze zu Baden-Württemberg bildet. Zum Ort gehören auch einige Aussiedlerhöfe im Illergries und Wohnhäuser jenseits der Iller am Rand von Aitrach.

Illerstaustufe Ferthofen

## Geschichte
Der Illerübergang bei Ferthofen spielte schon jeher eine zentrale Rolle. Schon in der Vor- und Frühgeschichte wurde dieser bedeutende Übergang benutzt. Später führte die kaiserliche freie Landstraße von Memmingen über Leutkirch-Wangen nach Lindau über die Illerbrücke. Schon seit der Römerzeit sind die Schicksale der Gemeinde bestimmt von den Ereignissen am Illerübergang. Kaufleute mit Salz, Bodenseewein und Korn, Ritter, Soldaten und Mönche benutzten Furt und Brücke. Die erste urkundliche Erwähnung lässt sich als Besitz der Herrschaft Marstetten auf die Jahre 1551 und 1559 datieren. 1784 kaufte der Memminger Patrizier Johann Sigmund von Lupin 40 Tagewerk Grund von der Herrschaft Marstetten, befreite sie von fremden Hoheitsrechten und erbaute auf diesem Edelgut sein Schloss Illerfeld. In Ferthofen entstand 1806 das bayerische Zollhaus, allerdings wurde der Ort erst 1818 eine eigenständige Gemeinde. Die Gerichtsbarkeit lag ab 1861 beim Landgericht Memmingen.
Kurz vor dem Ende des Zweiten Weltkrieges wurde die Illerbrücke gesprengt, um die anrückenden amerikanischen und französischen Truppen aufzuhalten. Erst 1949 wurde die Brücke neu gebaut und ermöglichte wieder die Verbindung zwischen Bayern und Württemberg.
1950 wurde das Illerkraftwerk Aitrach bei Ferthofen in Betrieb genommen.
Am 22. November 1970 votierte die Mehrheit der Ferthofer in einer Abstimmung für die Angliederung an die Gemeinde Volkratshofen, die am 1. April 1971 vollzogen wurde. Seit dem 1. Mai 1978 gehört das Dorf zu Memmingen.

## Sehenswürdigkeiten
Der Stausee des Illerkraftwerks bietet einen besonderen landschaftlichen Reiz. Schloss Illerfeld ist mit seinen Parkanlagen und einer unter Naturschutz stehende Tulpenbaumallee ebenfalls eine Sehenswürdigkeit des Ortes.

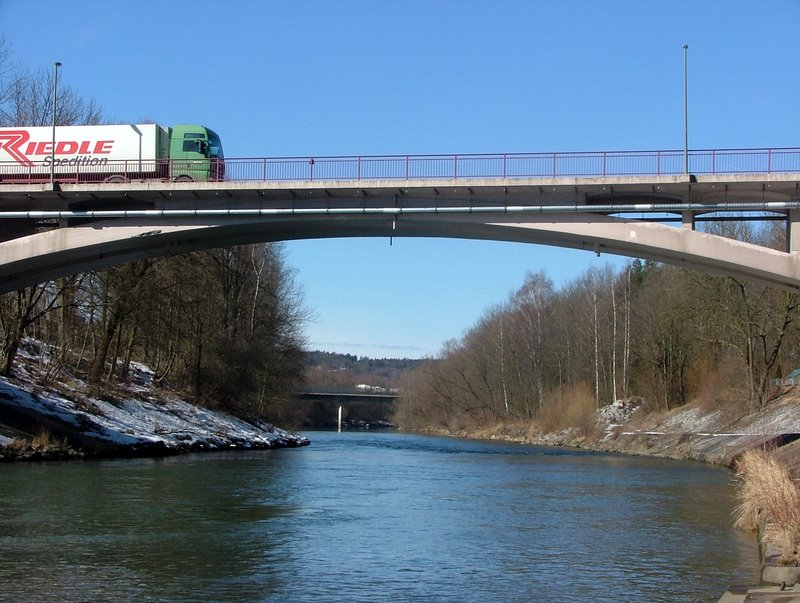
Ferthofen Illerbrücke
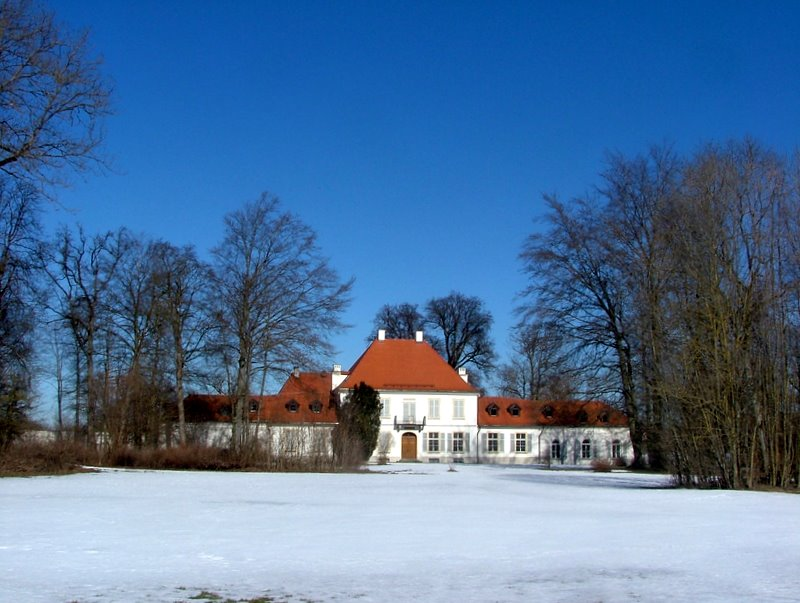
Schloss Illerfeld
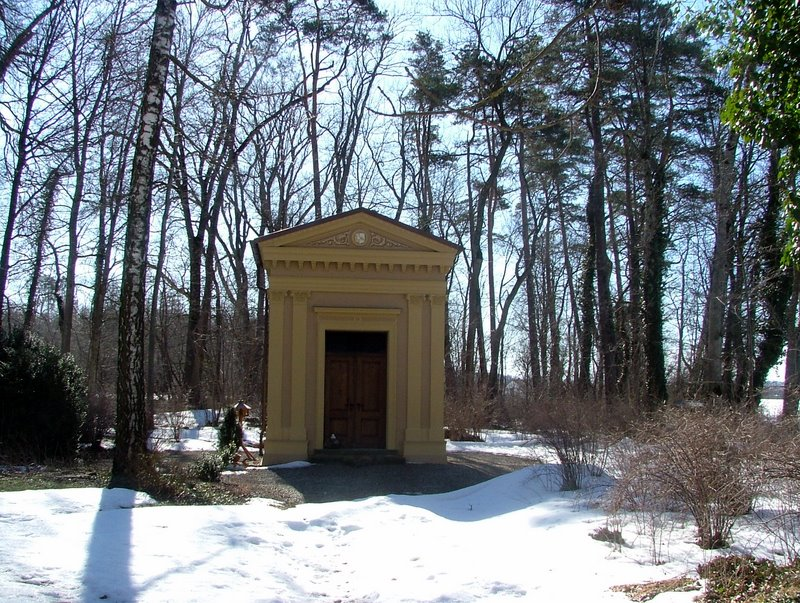
Mausoleum im Park
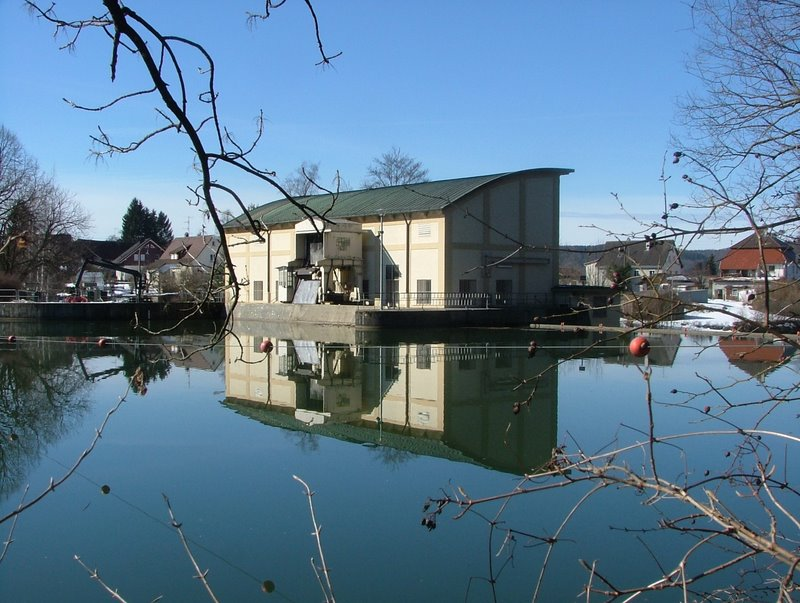
Ferthofen Kraftwerk